# Йоган Маттеус Бехштайн
Йоган Маттеус Бехштайн (нім. Johann Matthäus Bechstein; 11 липня 1757, Вальтерсгаузен — 23 лютого 1822) — німецький орнітолог, зоолог, ботанік і лісничий.

## Біографічні відомості
Бехштайн народився в герцогстві Гота, відвідував гімназію в Готові, а потім вивчав богослів'я в Єні. У 1785 році Бехштайн став викладати природознавство і математику в Зальцманівському інституті (нім. Salzmannschule Schnepfenthal) в передмісті Вальтерсгаузена.
Вперше звернув на себе увагу твором: «Gemeinnützige Naturgeschichte Deutschlands» (4 томи, Лейпціг, 1789–1795; 2-е видавництво, 1801–1809).
Оскільки запропонований ним у 1791 році герцогові Готському план навчального закладу для викладання лісознавства не був прийнятий, то він у 1794 році сам заснував такий навчальний заклад у маєтку Кемнат поблизу Вальтерсгаузена. У той же час він заснував лісівниче і мисливське товариство, яке видавало свої записки (Annalen) і журнал «Діана». Незважаючи на те, що його навчальний заклад  було чудово організовано, Бехштайн не зміг отримати від уряду жодної підтримки для нього і тому прийняв пропозицію зайняти місце директора новоствореної Майнінгенської лісової академії. Серед предметів його інтересу був і акваріум. Бехштайн тримав у наукових цілях велику кількість риб і земноводних.
Бехштайн належав до масонського братства.

## Вибрані праці
З його численних творів заслуговують особливої уваги:
- «Forstinsectologie» (3 т., Гота, 1818);
- «Forstbotanik» (Ерфурт, 1810; 5 видавництвом Білена, 1841—1842)
- і особливо «Forst— und Jagdwissenschaft nach allen ihren Theilen» (5 томів, Ерфурт, 1818—1821), яке було продовжено Лауропом;
- «Abbildungen naturhistorischer Gegenstände» (8 томів, Ляйпціґ, 1783—1810, 2 видавництва в 6 томах, 1816—1823)
- «Naturgeschichte der Hof- und Stubenvögel» (5 видання Берге, Ляйпціґ, 1870 рік). Див. L. Bechstein, «Johann Matth. Bech. und die Forstakademie
- Dreissigacker» (Майнінген, 1855).